# Algorytm optymalnego przesyłania
Algorytm optymalnego przesyłania (ang. optimal transfer algorithm, OTA) – algorytm dostraja częstotliwość próbkowania do żądanych przez klientów częstotliwości odświeżania tak, aby zminimalizować różnice pomiędzy nimi. Algorytmu Optymalnego Przesyłania gwarantuje, że wszystkie dane są próbkowane niezależnie od okoliczności oraz utrzymanie wykorzystania pasma na wyznaczonym poziomie.
W oprogramowaniu wykorzystującym algorytm optymalnego przesyłania można wyróżnić trzy podstawowe warstwy:
1. skaner
2. pamięć podręczna
3. implementacja interfejsu OPC

Moduł skanera jest siłą sprawczą komunikacji i odpowiada za „świeżość” danych procesowych znajdujących się w pamięci podręcznej. 
Pamięć podręczna jest pośrednim magazynem danych procesowych czasu rzeczywistego. Odzwierciedla ona aktualne wartości danych, jak również ich jakość i stempel czasowy.
Moduł interfejsu OPC przetwarza wszystkie zapytania klientów zlokalizowanych w warstwie zarządzania procesem i przedsiębiorstwem. Moduł Serwera odpowiedzialny jest za synchronizację w czasie komponentów wymienionych wyżej.